# بیست‌وجهی بزرگ

بیست‌وجهی بزرگ

در هندسه، بیست‌وجهی بزرگ یکی از چهار چندوجهی کپلر-پوآنسو (چند وجهی منظم غیر محدب) است، با نماد شلفی {۳، ۵٫۲}. این چندوجهی متشکل از ۲۰ وجه مثلثی متقاطع است که دارای پنج مثلث است که در هر راس و به ترتیب یک ستاره پنج پر قرار دارند.

## چند وجهی‌های مرتبط
همان آرایش راسی را دارد می‌خورد که بیست وجهی محدب معمولی دارد. همچنین دارای همان آرایش لبه‌ای است که دوازده وجهی ستاره‌ای کوچک دارد.

ارتباط با بیست وجهی و دوازده وجهی ستاره ای بزرگ